# NGC 1410
NGC 1410 est une galaxie elliptique située dans la constellation du Taureau. NGC 1410 a été découverte par l'astronome irlandais R. J. Mitchell (astronome) en 1855. Selon le professeur Seligman, NGC 1410 est une galaxie lenticulaire.

## Caractéristiques
Sa vitesse par rapport au fond diffus cosmologique est de 7 451 ± 11 km/s, ce qui correspond à une distance de Hubble de 109,9 ± 7,7 Mpc (∼358 millions d'al).
NGC 1410 est une galaxie active de type Seyfert 2 en raison de ses raies d'émissions étroites. 

## Interaction entre NGC 1409 et NGC 1410

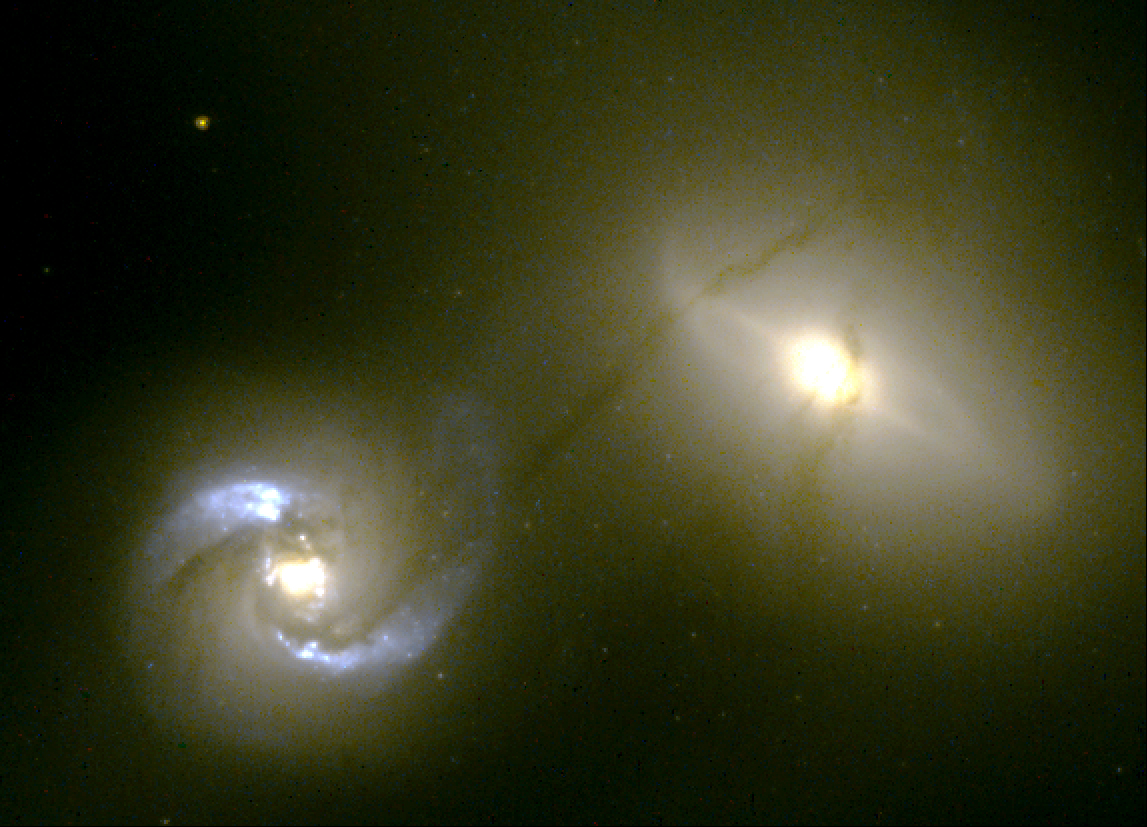
NGC 1410 (à gauche) et NGC 1409 deux galaxies en interaction gravitationnelle (télescope spatial Hubble).

La photographie en lumière visible prise par le télescope spatial Hubble montre un pipeline de gaz et de poussière entre les galaxies NGC 1409 et NGC 1410. Ce pipeline part de NGC 1410 et ceinture NGC 1409 selon un enroulement polaire. Ces deux galaxies sont entrées en collision il y a environ 100 millions d'années. Ce pipeline est la bande sombre que l'on voit sur l'image. Il s'étend sur plus de 20 000 années-lumière dans l'espace intergalactique. Ce pipeline contient une masse de poussière équivalente à deux-millions de masses solaires ce qui implique une masse de gaz d'environ 300 millions de masses solaires. Le taux de transfert de matière vers NGC 1409 à travers ce pipeline est d'environ une masse solaire par année. Curieusement, ce transfert n'a pas engendré des régions de formation d'étoiles dans la galaxie NGC 1409. On pense que le bras de fer qui se joue entre les deux galaxies a créé le pipeline, mais on ne sait pas pourquoi la matière s'écoule de NGC 1410 vers NGC 1049. Les scientifiques pensent que le gaz englouti par NGC 1409 est trop chaud pour qu'un effondrement gravitationnel se produise. Mais l'échange de matière entre les galaxies a cependant produit un sursauts de formation d'étoiles dans les bras de NGC 1410.